# Bekasi
Bekasi je indonéské velkoměsto na západě ostrova Jáva. V podstatě tvoří východní předměstí Jakarty, zástavba obou měst na sebe přímo navazuje. Metropolitní oblast Jakarty, v níž se Bekasi nachází, se někdy nazývá Jabotabek a jde o jeden z nejlidnatějších sídelních útvarů na světě.
Město se v posledních letech rychle rozrůstá, v roce 1990 zde žilo asi 650 000 lidí, dnes se 2 miliony obyvatel patří k největším sídlům Indonésie.

## Geografie

### Podnebí
| Bekasi (1991-2020) – podnebí             | Bekasi (1991-2020) – podnebí | Bekasi (1991-2020) – podnebí | Bekasi (1991-2020) – podnebí | Bekasi (1991-2020) – podnebí | Bekasi (1991-2020) – podnebí | Bekasi (1991-2020) – podnebí | Bekasi (1991-2020) – podnebí | Bekasi (1991-2020) – podnebí | Bekasi (1991-2020) – podnebí | Bekasi (1991-2020) – podnebí | Bekasi (1991-2020) – podnebí | Bekasi (1991-2020) – podnebí | Bekasi (1991-2020) – podnebí |
| Období                                   | leden                        | únor                         | březen                       | duben                        | květen                       | červen                       | červenec                     | srpen                        | září                         | říjen                        | listopad                     | prosinec                     | rok                          |
| ---------------------------------------- | ---------------------------- | ---------------------------- | ---------------------------- | ---------------------------- | ---------------------------- | ---------------------------- | ---------------------------- | ---------------------------- | ---------------------------- | ---------------------------- | ---------------------------- | ---------------------------- | ---------------------------- |
| Průměrné denní maximum [°C]              | 30,9                         | 30,7                         | 31,9                         | 32,6                         | 32,9                         | 32,7                         | 32,5                         | 32,8                         | 33,0                         | 33,1                         | 32,7                         | 31,9                         | 32,3                         |
| Průměrná teplota [°C]                    | 27,8                         | 27,7                         | 28,6                         | 29,1                         | 29,4                         | 29,1                         | 28,8                         | 29,0                         | 29,2                         | 29,3                         | 29,1                         | 28,6                         | 28,8                         |
| Průměrné denní minimum [°C]              | 24,7                         | 24,7                         | 25,2                         | 25,6                         | 25,8                         | 25,5                         | 25,1                         | 25,1                         | 25,3                         | 25,5                         | 25,4                         | 25,2                         | 25,3                         |
| Zdroj: https://cuacalab.id/cuaca_bekasi/ |                              |                              |                              |                              |                              |                              |                              |                              |                              |                              |                              |                              |                              |